# Niphopyralis contaminata
Niphopyralis contaminata là một loài bướm đêm trong họ Crambidae.